# Tellina pristiphora
Tellina pristiphora är en musselart som beskrevs av Dall 1900. Tellina pristiphora ingår i släktet Tellina och familjen Tellinidae. Inga underarter finns listade i Catalogue of Life.